# Faillite de FTX
La faillite de FTX commence en novembre 2022. Avant sa mise en liquidation, l'entreprise occupe la deuxième place sur le marché des cryptomonnaies dans le monde. Les problèmes de FTX sont liés à une crise de liquidité sur son jeton privé (nommé « FTT » ou « FTX token »).
Le 2 novembre 2022, CoinDesk (en) affirme dans un article que Alameda Research (en), une filiale de FTX détenue par Sam Bankman-Fried, détient une part significative des jetons de FTX (des FTT),. Suivant les allégations de CoinDesk, Binance, concurrent direct de FTX, annonce qu'il va vendre ses jetons FTT, entrainant la chute de leur prix. Cette décision déclenche également un retrait important des dépôts sur FTX, entrainant une crise de liquidités. Le 8 novembre 2022, Binance fait une offre de reprise de FTX, puis se rétracte. Le 11 novembre FTX, Alameda Research et une centaine d'autres de leurs filiales font faillite. Sam Bankman-Fried démissionne et est remplacé par John J. Ray III (en),.
L'effondrement de FTX a un impact important sur le marché des cryptomonnaies. Ce scandale se voit comparé au scandale Enron ou au système Madoff ; les procureurs le décrivent comme « one of the biggest financial frauds in American history. »
, (« l'une des plus grandes fraudes financières de l'histoire américaine »). À la suite de cette faillite, la Securities Commission of the Bahamas (en) gèle les actifs de l'une des filiales de FTX. La fortune de Sam Bankman-Fried, estimée à seize milliards de dollars avant l'effondrement, se voit totalement engloutie. Certains investisseurs institutionnels de FTX considèrent leurs investissements sur le marché comme perdus,. 473 millions de dollars sont retirés de FTX dans une « transaction non autorisée ». L'effondrement de FTX a un effet d'entrainement dans le monde des cryptomonnaies : le prix du bitcoin tombe alors à son plus bas niveau depuis plus de deux ans.
Des sources anonymes, citées par le Wall Street Journal le 10 novembre 2022, rapportent que FTX aurait prêté à Alameda Research pour dix milliards de dollars pris sur les fonds de clients. Ce prêt reste interdit par les conditions générales de fonctionnement de FTX. La même source indique que Sam Bankman-Fried, Caroline Ellison, directrice d'Alameda Research, et d'autres dirigeants de FTX auraient été au courant de ce transfert,,,.
FTX, ainsi que son traitement des fonds des clients, sont sous le coup d'une enquête de la SEC, de la Commodity Futures Trading Commission, du ministère américain de la justice ainsi que d'une enquête criminelle de la part de la Royal Bahamas Police Force (en) et de la Securities Commission (en) aux Bahamas. Des sources anonymes citées par Reuters  parlent de sommes comprises entre un et deux milliards de dollars qui manqueraient à l'appel.

## Contexte
Sam Bankman-Fried cofonde Alameda Research, une société de trading en cryptomonnaies, en 2017. En 2019, Sam Bankman-Fried a l'idée de commencer une place de marché de cryptomonnaies afin d'aider à rapporter des revenus à Alameda Research et crée FTX. Bankman-Fried était le dirigeant des deux sociétés jusqu'à sa démission en tant que dirigeant d'Alameda Research en octobre 2021, date à laquelle il promeut Caroline Ellison et Sam Trabucco (en) co-PDG. Il a été dit que Caroline Ellison avait eu une aventure amoureuse avec Bankman-Fried. En août 2021, Bankman-Fried détient encore 90% d'Alameda Research.
La relation étroite et les conflits d'intérêts potentiels entre Alameda et FTX ont attiré l'attention du reste de l'industrie des cryptomonnaies. Alameda était autrefois le plus grand trader sur FTX, apportant des liquidités à la place de marché. Entre le 1er juin 2022 et le 22 juillet 2022, les portefeuilles connus d'Alameda étaient les plus grands déposants de cryptomonnaies stables et les sources de liquidité pour tous les portefeuilles connus de FTX, représentant 10% des transferts en Tether et 30% des transferts de cryptomonnaies  en USD sur la bourse d'échange. Selon John J. Ray III, Alameda avait une "exemption secrète" de la règle de liquidation automatique en fin de mois de FTX.
Alameda Research a subi une série de pertes en mai et juin 2022. Des sources anonymes ont déclaré au Wall Street Journal que FTX a prêté à Alameda Research plus de la moitié des fonds de ses clients. Cette décision a été jugée par les sources comme un « manque de jugement » de la part de Sam Bankman-Fried,. Cela était explicitement interdit par les conditions de fonctionnement de FTX. Le 12 novembre 2022, le Wall Street Journal a rapporté que des sources anonymes avaient déclaré que la PDG d'Alameda, Caroline Ellison, avait déclaré qu'elle, Bankman-Fried, Gary Wang et Nishad Singh étaient au courant de cette décision. La même chose a été rapportée dans le New York Times le 14 novembre 2022. FTX a utilisé un logiciel pour dissimuler l'utilisation abusive des fonds de ses clients.
Dans les jours qui ont précédé la crise, CoinDesk a signalé qu'Alameda Research détenait une quantité importante de FTT et que ces avoirs en FTT constituaient une part considérable de leurs actifs. CoinDesk a rapporté qu'il y avait 5,1 milliards de dollars de jetons FTT en circulation et que le bilan d'Alameda contenait 3,66 milliards de dollars de "FTT déverrouillés", 2,16 milliards de dollars de "garantie FTT" et 292 millions de dollars de "FTT verrouillés". Après des mois de disputes et de désaccords entre Changpeng Zhao, le PDG de Binance, et Bankman-Fried, les tensions entre les deux hommes s'étaient intensifiées quelques jours avant la crise. La société de Zhao, Binance, avait obtenu 2,1 milliards de dollars en jetons Binance, dollars et FTT en 2021, à la suite d'un accord dans lequel FTX a racheté une participation détenue par Binance dans FTX, et début novembre 2022, elle disposait de 23 millions de jetons FTT, d'une valeur d'environ 529 millions de dollars à ce moment-là.

## Chronologie

### Cessions de la part de Binance et proposition d'acquisition de FTX
Le 7 novembre 2022, Zhao a annoncé que Binance avait l'intention de vendre ses participations en jetons FTT. La vente des avoirs en FTT de Binance, aggravée par le faible volume de transactions de FTT et l'inimitié entre Zhao et Bankman-Fried, a entraîné la chute du prix du jeton FTT,,. Binance avait reçu les FTT de FTX en 2021 lors d'une transaction dans laquelle FTX a racheté la participation de Binance dans FTX. Zhao a cité "des informations récentes qui lui ont été révélées" comme motivation pour vendre ses FTT. Bloomberg et TechCrunch ont rapporté que toute vente par Binance aurait probablement un impact démesuré sur le prix du jeton FTT, étant donné le faible volume de transactions du jeton,. L'annonce sur Twitter par Zhao de la vente en cours et des différends existant entre Zhao et Bankman-Fried, a entraîné une baisse du prix du FTT et d'autres crypto-monnaies, entraînant 6 milliards de dollars de retraits de clients de FTX. FTX est devenu incapable de répondre à la demande de retraits supplémentaires, et le 8 novembre, Bankman-Fried et Zhao ont annoncé conjointement que Binance avait conclu un accord non contraignant pour acheter FTX afin de garantir que les clients puissent récupérer leurs actifs en temps opportun. L'accord n'incluait pas la vente de FTX.USA (la filiale américaine de FTX). Zhao a annoncé sur Twitter que la société terminerait bientôt l'examen du dossier, ajoutant que tous les échanges cryptographiques devraient éviter d'utiliser des jetons comme garantie. Il a également écrit qu'il s'attendait à ce que le jeton FTT soit « très volatile dans les prochains jours à mesure que les choses évoluent ». Le jour de cette annonce, le jeton FTT a perdu 80 % de sa valeur.

#### Abandon de l'acquisition de FTX
Le 9 novembre, Bloomberg a qualifié l'acquisition de FTX par Binance de "peu probable" en raison du mauvais état des finances de FTX. Bloomberg a également signalé que la SEC et la CFTC enquêtaient sur la nature des liens entre FTX et les autres avoirs de Bankman-Fried et sur sa gestion des fonds des clients. Plus tard dans la journée, le Wall Street Journal a annoncé que Binance n'irait pas de l'avant avec l'accord d'acquisition de FTX. Binance a cité la mauvaise gestion des fonds des clients par FTX et les enquêtes en cours sur FTX comme raisons de ne pas poursuivre l'accord. Bankman-Fried a déclaré dans un message Slack que FTX avait appris par la presse les préoccupations et la décision de Binance.

#### Effondrement et nouvelles tentatives de sauvetage
Le 9 novembre, le site Web de FTX affichait qu'il ne traitait plus les retraits. Bankman-Fried déclare que bien que les actifs de l'entreprise soient supérieurs aux dépôts de ses clients, l'entreprise a besoin de fonds extérieurs pour répondre à la demande de retraits en raison d'un manque de liquidités,. Bankman-Fried déclare le 9 novembre que FTX.USA, en tant que société distincte, n'est « pas actuellement touchée » par la crise.
D'après Axios, FTX aurait approché Kraken le 10 novembre pour un accord de sauvetage potentiel. Bankman-Fried fait plusieurs déclarations ce 10 novembre, assumant la responsabilité de l'échec de FTX et indiquant que FTX tente de lever dix milliards de dollars de financement d'urgence pour rester solvable,,. Bankman-Fried annonce également qu'Alameda Research cesserait ses activités commerciales. Les équipes juridiques et de conformité internes de FTX ont, pour la plupart, démissionné le même jour,. Des sources anonymes citées par le Wall Street Journal du 10 novembre déclarent qu'Alameda Research doit quelque dix milliards de dollars à FTX, car cette dernière avait prêté des fonds placés en bourse à des fins de négociation à Alameda, afin qu'Alameda puisse faire des investissements avec cet argent.
Bien que Bankman-Fried ait déclaré sur Twitter le 10 novembre que les clients de FTX.USA n'avaient aucune raison de s'inquiéter, le même jour les employés commencent à tenter de vendre des actifs appartenant à l'entreprise. Ces actifs comprennent la société de compensation d'actions Embed Financial Technologies et les droits de naming du FTX Arena. Des désaccords apparaissent entre les dirigeants restants, Bankman-Fried et la directrice de l'exploitation de FTX, Constance Wang, résistant aux demandes de Ryne Miller, membre de l'équipe juridique de FTX USA, de mettre fin à la négociation sur les bourses. Bankman-Fried continuait à rechercher des financements alors même que Miller informait d'autres dirigeants qu'il pensait qu'il y avait « 0 % » de chances d'obtenir de nouveaux investissements. Miller et d'autres dirigeants demandent alors à Bankman-Fried de leur concéder le contrôle de FTX USA, mais il refuse. Le 11 novembre, Bankman-Fried annonce qu'il a déposé le bilan de FTX USA, mais aussi FTX et Alameda. Bankman-Fried continue à rechercher des capitaux pour FTX après la faillite et affirme sans preuve qu'un bailleur de fonds potentiel s'est manifesté peu après le dépôt de bilan.
Le 12 novembre, des sources anonymes citées par le Wall Street Journal déclarent que la PDG d'Alameda, Caroline Ellison, a révélé à d'autres employés d'Alameda tels Sam Bankman-Fried, Gary Wang et Nishad Singh savaient que les dépôts des clients avaient été transférés de FTX à Alameda. Une source anonyme citée par le New York Times le 14 novembre affirme la même chose. Des sources anonymes citées par le Wall Street Journal ont déclaré que les fonds ont été utilisés en partie pour rembourser les prêts qu'Alameda avait contractés pour faire des investissements. Le 10 novembre, la Commission des valeurs mobilières des Bahamas gèle les actifs de l'une des filiales de FTX, FTX Digital Markets Ltd « et des sociétés liées », puis nomme provisoirement un avocat comme liquidateur,. L'Agence des services financiers du Japon ordonne à FTX Japon de suspendre certaines opérations. La filiale australienne de la société se voit placée sous tutelle.
Le même jour, une équipe dirigeant le FTX Future Fund, un groupe caritatif financé par Bankman-Fried, informe de sa démission collective. Le Future Fund avait engagé 160 millions de dollars en subventions et investissements caritatifs au 1er septembre de la même année.

### Faillite
Le 11 novembre, FTX, FTX USA, Alameda Research et plus de 100 sociétés affiliées ont déposé leur bilan dans le Delaware,,. Des sources anonymes citées par le New York Times ont déclaré que la place de marché devait jusqu'à 8 milliards de dollars. Le prêteur de crypto BlockFi, qui était affilié à FTX, a annoncé le 10 novembre qu'il suspendait ses opérations à la suite de l'effondrement de FTX. Bankman-Fried a démissionné de son poste de PDG et a été remplacé par John J. Ray III, un spécialiste de la restructuration d'entreprise qui avait auparavant supervisé la liquidation d'Enron,,. Le 12 novembre, Bankman-Fried a déclaré à Reuters qu'il était toujours aux Bahamas, bien que d'autres employés de haut rang de FTX aient commencé à partir pour Hong Kong, l'emplacement de l'ancien siège social de l'entreprise, ou d'autres endroits dans le monde. Les autorités des Bahamas, y compris la Royal Bahamas Police Force, ont interrogé Bankman-Fried le 12 novembre. Malgré la faillite de FTX, Bankman-Fried a continué à tenter de lever des fonds pour l'entreprise pendant le week-end des 12 et 13 novembre.

#### Transactions non autorisées
Tard le 11 novembre, quelque 473 millions de dollars de fonds sont retirés de FTX par le biais de ce que Ryne Miller, l'avocat de FTX USA, qualifie de « transactions non autorisées ». Ryne Miller a en outre annoncé que FTX et FTX USA avaient l'intention de déplacer les fonds restants libellés en cryptomonnaie vers un « stockage de cryptomonnaie à froid[Quoi ?] » hors ligne. Les fonds prélevés sur FTX sont principalement des cryptomonnaies stables tels que Tether, et se voient rapidement échangés contre Ether, une méthode utilisée par les voleurs de crypto-monnaie pour contrecarrer les tentatives de récupération de fonds volés. Une personne parlant au nom de FTX, dans un chat Telegram, qualifie les « transactions non autorisées » de « piratage » et encourage les utilisateurs à supprimer les applications mobiles FTX car elles seraient compromises. Kraken a depuis annoncé son aide pour identifier l'auteur. Le 14 novembre, le responsable de la sécurité de Kraken déclare sur Twitter que l'entreprise connaissait l'identité d'un utilisateur qui a payé des frais de transaction associés au transfert de l'argent volé, via son compte Kraken. Dans une interview avec Kelsey Piper publiée le 16 novembre par Vox, Bankman-Fried blâme, pour le vol, un « ex-employé » ou un logiciel malveillant sur un appareil appartenant à un ex-employé.
Entre 1 et 2 milliards de dollars de fonds de clients n'auraient pas pu être comptabilisés au 12 novembre. Le Financial Times a rapporté que le bilan de FTX peu avant la faillite affichait 9 milliards de dollars de passif contre 900 millions de dollars d'actifs liquides, 5 milliards de dollars d'actifs "moins liquides" et 3,2 milliards de dollars d'investissements en capital-investissement illiquides. Le chroniqueur américain Matt Levine a décrit que parmi ses actifs les moins liquides sur lesquels "[FTX] s'appuyait pour pouvoir payer les soldes des clients" figuraient deux jetons qu'"il venait de créer", comptabilisés au bilan, faisant référence au FTX Token et à Serum, une crypto-monnaie distincte.

### Craintes de contagion et impact sur les marchés des cryptomonnaies
Les cryptomonnaies ont connu des fluctuations et des baisses de valeur lorsque la nouvelle de l'effondrement de FTX est apparue pour la première fois début novembre : le Tether est tombé en dessous de son prix fixe de 1,00 $ à 0,97 $ et le Bitcoin a chuté à son prix le plus bas depuis deux ans. Les cours des actions des sociétés de cryptomonnaie cotées en bourse ont baissé. Le prix du Solana, qui était affilié à Bankman-Fried, a également baissé. La crise chez FTX a provoqué une augmentation des retraits sur les autres places de marché. Une baisse de la valeur de Cronos, le jeton d'échange de Crypto.com, a fait craindre un effondrement potentiel similaire à celui de FTX et a stimulé les retraits de la plateforme. Le PDG Kris Marszalek a assuré que l'entreprise était liquide et qu'elle n'utilisait pas Cronos d'une manière similaire à la façon dont FTX utilisait FTT. Bloomberg a rapporté que l'effondrement de FTX a exacerbé le scepticisme institutionnel à l'égard des cryptomonnaies en tant que classe d'actifs.
BlockFi, un prêteur de cryptomonnaie, a déposé une demande de protection contre les faillites en vertu du chapitre 11, le 28 novembre ; l'entreprise avait auparavant commencé à empêcher les retraits de fonds de la part de ses clients. La société a divulgué une "exposition importante" à FTX le 14 novembre. Un autre prêteur de cryptomonnaie, Genesis, une filiale de Digital Currency Group, a interrompu les retraits le 16 novembre. Cet arrêt a amené Gemini, une bourse détenue par les jumeaux Winklevoss, à cesser d'autoriser les rachats pour les clients utilisant un service fourni dans le cadre d'un partenariat avec Genesis. Une autre filiale de Digital Currency Group, Grayscale, a vu la valeur de son offre phare, le Grayscale Bitcoin Trust coté en bourse, baisser de 20 % au cours des deux semaines précédant le 17 novembre. Grayscale Bitcoin Trust se négociait à un prix réduit, 42 % en dessous de la valeur de son Bitcoin, au 14 novembre.
Des inquiétudes ont également été exprimées à propos de Silvergate Bank, car FTX était un déposant et aurait également pu être une source d'exposition au crédit. Silvergate a déclaré qu'il disposait de liquidités suffisantes et qu'il n'était pas exposé à des prêts sur FTX. Ces préoccupations ont été amplifiées en raison du rôle clé de Silvergate en tant que passerelle entre ses clients de cryptomonnaie et le monde financier au sens large,.

### Processus de remboursement des créanciers
Le 12 janvier 2023, les liquidateurs de FTX sont parvenus à récupérer 5 milliards de dollars d'actifs. Il s'agit d'actifs liquides, aisément convertibles en liquidités. Les liquidateurs ont aussi mis la main sur des actifs plus illiquides, composés de monnaies numériques très volatiles. La filiale japonaise, FTX Japan, va être cédée ainsi que LedgerX, une plateforme d'échanges de produits financiers dérivés appuyés sur des cryptomonnaies. Les liquidateurs préparent aussi la cession de plus de 300 investissements non stratégiques pour un montant de 4,6 milliards de dollars.

## Enquête

### Poursuites et implication légale
À la suite de l'effondrement de FTX, la police royale des Bahamas ouvre une enquête criminelle sur l'entreprise,.
Des sources anonymes citées par Bloomberg déclarent que le bureau du procureur des États-Unis pour le district sud de New York a ouvert une enquête sur l'effondrement de FTX le 14 novembre. Le comité de la Chambre des États-Unis sur les services financiers prévoit de tenir des audiences en décembre sur l'effondrement de FTX, et les dirigeants du comité déclarent qu'ils demanderaient le témoignage de Bankman-Fried.
Le 15 novembre 2022, un recours collectif est déposé à Miami contre Bankman-Fried et plusieurs célébrités, dont le quart-arrière de football américain Tom Brady et le comédien Larry David, alléguant que l'entreprise se livrait à des pratiques trompeuses ; ils demandent des dommages-intérêts. La procédure a également fait mention de Gisele Bündchen, Steph Curry, Shaquille O'Neal, Udonis Haslem, David Ortiz, Trevor Lawrence, Shohei Ohtani, Naomi Osaka et Kevin O'Leary.
Le New York Times écrit le 21 décembre 2022 que deux anciens hauts dirigeants ont plaidé coupables de fraude et coopèrent désormais avec des enquêteurs fédéraux dans une affaire pénale contre Sam Bankman-Fried. Dans les accords signés, Mme Ellison et M. Wang conviennent de « coopérer pleinement » et de « divulguer fidèlement et complètement toutes les informations concernant toutes les questions ».
Le 12 décembre 2022, Sam Bankman-Fried est arrêté par les autorités des Bahamas à la demande des autorités américaines et placé en détention.
Extradé vers les États-Unis le 21 décembre, Sam Bankman-Fried est libéré quelques jours plus tard contre une caution de 250 millions de dollars. Il se voit inculpé de huit chefs d'inculpation et encourt 115 ans de prison. Caroline Ellison, également extradée aux États-Unis, est remise en liberté contre une caution de 250 000 dollars. Elle décide de coopérer avec le ministère de la justice. Elle encourt 110 ans de prison,. Le 3 janvier 2023, devant le tribunal de New-York Sam Bankman-Fried déclare plaider non coupable.
En parallèle du procès principal, un groupe de victimes s'est regroupé aux États-Unis pour déposer un recours collectif contre les youtubeurs, les influenceurs ainsi que l'agence Creators Agency (une agence d'influenceurs). Tous sont accusés d'avoir fait la promotion de FTX sans avoir précisé leur partenariat avec FTX. La plainte accuse également les youtubeurs de ne pas s'être suffisamment informé sur le sujet avant de s'engager dans la promotion des activités de trading de FTX. Parmi les youtubeurs visés, citons le plus connu Kevin Paffrath (en). Le groupe de victimes demande 1 milliard de dollars aux youtubeurs pour leurs manquements  et les pertes qu'ils ont occasionnés.
En mai 2023, le fisc américain a dressé une liste de 45 réclamations à l'encontre de FTX, Alameda Research et d'autres entités du groupe, pour un montant total de 44 milliards de dollars.
En juillet 2023, afin de parvenir à rembourser ses créanciers, FTX s'est retournée contre Sam Bankman-Fried et les anciens dirigeants de FTX, les accusant d'avoir transféré des fonds dans leur intérêt et non dans celui de la société. Sont aussi pointées du doigt l'acquisition d'actions FTX émises sans contreparties par les fondateurs de FTX pour un montant total de 725 millions de dollars.
En août 2023 un nouvel acte d'accusation  est déposé contre Sam Bankman-Fried : le détournement de 100 millions de dollars pour effectuer des dons de campagne pour les élections américaines de mi-mandat ayant eu lieu en 2022. L'argent était détourné des clients d'Alameda Research vers les comptes personnels des cadres de FTX qui effectuaient ensuite des dons en leur nom propre aux candidats dans l'objectif de « maximiser l'influence politique de FTX ». À Sam Bankman-Fried ensuite de tirer parti de cette influence pour obtenir une législation américaine qui soutienne le développement de FTX.
Les parents de Sam Bankman-Fried font l'objet en septembre 2023 de poursuites de la part de la plateforme FTX afin de « récupérer des millions de dollars de fonds transférés frauduleusement et détournés ». Son père a perçu un salaire annuel de 200 000 $ en tant que conseiller de la Fondation FTX. Sa mère a reçu des subsides pour ses activités caritatives et politiques dans Mind The Gap, une organisation qu'elle a fondé.

### Enquêtes
Une enquête de Coindesk (en) montre que la société FTX était particulièrement généreuse avec les membres du Congrès des États-Unis : 196 (sur un total de 435) membres du Congrès ont reçu un don de la part de FTX. Sam Bankman-Fried a par ailleurs été le 2e plus gros donateur pour la campagne de Joe Biden.
Dans le cadre de l'enquête américaine, on apprend que FTX a versé 40 millions de dollars de pots-de-vin à des officiels chinois afin de récupérer plus d'un milliard d'actifs gelés. Après cette découverte de l'enquête, Sam Bankman-Fried se voit poursuivi de 12 chefs d'inculpation, ajoutant à un palmarès déjà important, la violation du Foreign Corrupt Practices Act, une loi fédérale américaine datant de 1977 qui lutte contre la corruption d'agents publics situés à l'étranger.
Le 27 avril 2023, les autorités judiciaires ont perquisitionné le domicile  de Ryan Salame, un membre du cercle restreint autour de Sam Bankman-Fried. Les autorités judiciaires affirment qu'un cercle restreint de cadres autour de SBF, dont Ryan Salame, ont versé pour 90 millions de dollars de dons aux candidats politiques en prenant cet argent sur les fonds versés par les clients de FTX.

## Procès
Lors du procès de Sam Bankman-Fried qui débute le 3 octobre 2023 deux versions s'affrontent. Celle du procureur Thane Rehn pour qui SBF a commis une fraude massive. Et  celle de son avocat pour qui SBF a agi en toute bonne foi.

### Déposition de Gary Wang
Gary Wang (en), cofondateur et responsable technique de FTX dépose le premier. Il plaide coupable de quatre chefs d'inculpation et est prêt à collaborer avec le procureur.
Le portrait qu'il dresse de Sam Bankman-Fried est peu flatteur. Il l'accuse d'avoir fait modifier le logiciel d'exploitation pour qu'Alameda Research puisse emprunter des fonds auprès de FTX et de ses clients. Sans que ni les clients ni les investisseurs ne soient au courant. Le montant limite aurait été plusieurs fois augmenté au bénéfice d'Alameda Research jusqu'à atteindre 65 milliards de dollars à la veille de la faillite de FTX.
Gary Wang mentionne aussi le fait que plusieurs des pertes de clients de FTX auraient été épongées par Alameda Researchà la demande de SBF.

### Déposition de Caroline Ellison
Lors de son audition le 10 octobre 2023, Caroline Ellison a directement impliqué Sam  Bankman-Fried. Elle plaide coupable de sept chefs d'accusation et collabore avec le procureur fédéral. Selon elle, son ancien patron et ex-petit ami « Sam était le patron et le propriétaire d'Alameda Research. Il m’a ordonné de commettre ces crimes (...) C'est lui qui a mis en place le système ». Toujours selon Caroline Ellison « Je soumettais les décisions majeures à Sam, raconte-t-elle. Il était la personne à qui je rapportais. Il était propriétaire d'Alameda. Il aurait pu me licencier, s'il l'avait voulu ». Caroline Ellison a par ailleurs assuré qu'Alameda Research a effectué des prêts à des dirigeants de FTX sans que SBF ne s'étonne. Alameda Research a également été utilisée pour effectuer des dons à des organisations politiques, notamment Joe Biden pour sa campagne présidentielle de 2020.
Alors que la ligne de défense de SBF est de tout reporter sur Caroline Ellison, coupable selon lui de ne pas avoir pris conscience des risques considérables pris par Alameda Research. Selon SBF, les activités quotidiennes et l'aspect financier d'Alameda Research n'étaient plus suivis par SBF même si celui-ci en restait l'actionnaire principal.
Le témoignage de Caroline Ellison corrobore celui de Gary Wang : c'est sur les ordres de SBF qu'une sorte de porte dérobée a été introduite, qui permet de prendre des fonds des clients de FTX pour les injecter dans Alameda Research. Selon son estimation, 14 milliards de dollars ont ainsi pris le chemin d'Alameda Research en provenance de FTX,,.

### Déposition de Can Sun
Can Sun est l'ancien directeur juridique de FTX, resté 15 mois en poste. Il a démissionné début novembre 2023, lorsqu'il a découvert qu'Alameda Research piochait dans les fonds des clients de FTX. Il a signé un accord de non poursuite avec le ministère de la justice et témoigne librement. Lors de sa déposition, Can Sun témoigne sur l'absence de liquidation des positions d'Alameda Research chez FTX, système permettant de creuser un trou de plusieurs milliards de dollars. Selon lui, après avoir signalé le problème aux dirigeants, rien ne s'est réellement passé.
Can Sun découvre début novembre 2023 un trou de 7 milliards de dollars dans le bilan de la société que SBF lui demande de justifier de manière légale auprès des investisseurs du fonds Apollo Global Management, chose qui ne sera pas possible vu l'ampleur des sommes concernées.

### Déposition de Sam Bankman-Fried
SBF n'est pas obligé de témoigner à son procès mais la défense a prévu qu'il puisse s'exprimer sur la faillite de FTX, notamment à cause de sa facilité d'élocution et sa capacité à charmer son auditoire. Par ailleurs SBF est le mieux placé pour pouvoir expliquer l'histoire de FTX. En revanche cette décision de le faire témoigner face au jury est risquée.
SBF rejette l'idée d'une manipulation organisée telle qu'elle ressort des premiers témoignages et plaide la bonne foi. Il admet quelques petites erreurs et de grosses erreurs au titre desquelles l'absence de politique de gestion des risques. Il nie cependant avoir escroqué ses clients et avoir permis à Alameda Research  de piocher dans les fonds des clients pour investir dans les bitcoins lors de réponse évasives et tortueuses en impliquant indirectement Caroline Ellison,,.
Lors des contre-interrogatoires, la représentante du procureur s'est attachée à démontrer le décalage existant entre d"une part le discours public de SBF à propos de FTX et d'autre part la gestion risquée de ses sociétés. Alors que SBF souligne avoir pris du recul avec Alameda Research et ne pas suivre la société au quotidien, les trois principaux témoins arguent que c'est SBF qui a mis au point les procédures permettant de ponctionner l'argent des fonds de FTX vers Alameda Research. Selon eux SBF est au courant des dérives et ne fait rien pour les empêcher.

### Issue du procès
Le 2 novembre 2023 le jury a reconnu Sam Bankman-Fried coupable de sept chefs d'accusation après un procès de cinq semaines. Le procureur a conclu que « Sam Bankman-Fried a commis l'une des plus grosses fraudes financières de l'histoire des Etats-Unis ». Le verdict est attendu pour le 28 mars 2024. Le 28 mars 2024 le juge a prononcé une peine de prison de 25 ans à son encontre. Le 1er avril 2024 il annonce faire appel de cette décision. Le 28 mai 2024, Ryan Salame est condamné à 7,5 ans de prison et à une amende de plus de 11 millions de dollars pour fraude et association de malfaiteurs.

## Impacts

### Effets sur les autres sociétés
Le 16 novembre 2022, le service de courtage en cryptomonnaie Genesis suspend les retraits après la déclaration de faillite de FTX, affectant davantage encore l'industrie des cryptos. La plateforme d'échange de cryptomonnaies Gemini, détenue par Cameron et Tyler Winklevoss, annonce qu'elle suspendrait les retraits de son programme Earn, qui utilise Genesis comme partenaire prêteur. Genesis a fini par se déclarer en faillite en janvier 2023.
Le jeton d'échange de Crypto.com, Cronos, perd environ un milliard de dollars en valeur en novembre. Le 14 de ce même mois, le PDG de Crypto.com assure aux utilisateurs que la plateforme d'échange fonctionne normalement. Cependant les commentateurs et les clients craignent toujours que Crypto.com ne connaisse un effondrement similaire à FTX.
La banque américaine Silvergate Bank, qui s'est impliquée dans les cryptoactifs, a vu le nombre de ses clients baisser des deux tiers sur le dernier trimestre de 2022. Les retraits des clients se sont montés à 8 milliards de dollars. Le cours de l'action a chuté de 43%. En mars 2023, la banque décide de   mettre fin à ses activités bancaires en liquidant volontairement sa branche bancaire.
La liste des sociétés créancières vient d'être dévoilée le 25 janvier 2023, par les avocats qui gèrent la faillite de FTX. Le document final fait 116 pages. Sans surprise on retrouve tous les grands noms de la finance internationale comme JP Morgan, Deutsche Bank ou BNP Paribas. On retrouve aussi tous les grands noms de la tech américaine. Plus étonnant on trouve aussi le groupe français de média Webedia ou la société spécialiste du cuir chevelu Équilibre,.

#### Pertes des investisseurs de FTX et des clients
Les investisseurs institutionnels qui risquent de perdre de l'argent en raison de leurs participations dans FTX sont Tiger Global Management, le Régime de retraite des enseignantes et des enseignants de l'Ontario, Softbank Group, BlackRock, Lightspeed Venture Partners, Temasek et Sequoia Capital,,,. Sequoia Capital a réduit sa participation dans FTX à zéro le 9 novembre, perdant quelque 214 millions de dollars. Sequoia a publié un avis aux investisseurs, également publié sur Twitter, leur assurant que la participation de l'entreprise dans FTX représentait une petite partie de son portefeuille global, et a remplacé un profil de Bankman-Fried publié sur le site Web de l'entreprise par un lien vers le même avis,,. Le Régime de retraite des enseignantes et des enseignants de l'Ontario a publié une déclaration semblable.
BlockFi, un prêteur de crypto-monnaie, aurait pris des mesures pour déposer son bilan à partir du 15 novembre, après avoir précédemment interrompu les retraits. La société a divulgué une "exposition importante" à FTX le 14 novembre. Un autre prêteur de crypto-monnaie, Genesis, une filiale de Digital Currency Group, a interrompu les retraits le 16 novembre. Cet arrêt a amené Gemini à cesser d'autoriser les rachats pour les clients utilisant un service fourni dans le cadre d'un partenariat avec Genesis. BlockFi a confirmé la spéculation en déposant une demande de protection contre les faillites au titre du chapitre 11 aux États-Unis le 28 novembre.
Les entreprises d'investissement en cryptomonnaie dont les actifs sont toujours détenus sur FTX après sa faillite sont Galois Capital et Galaxy Digital. Plusieurs personnalités publiques ont également investi dans FTX ou ont reçu une rémunération pour promouvoir l'entreprise. Il s'agit notamment de l'ancien couple Tom Brady et Gisele Bündchen, ainsi que de Shaquille O'Neal, Stephen Curry et Kevin O'Leary. Selon des sources anonymes citées par The Information, certaines sociétés de capital-risque envisagent des poursuites contre Bankman-Fried.
Anthony Scaramucci, fondateur de SkyBridge Capital, a annoncé que l'entreprise tentait de racheter une participation de 30 % dans l'entreprise détenue par FTX.

#### Le remboursement des clients
En mai 2024, les liquidateurs affirment avoir récupéré entre 14 et 16 milliards de dollars de crypto-actifs. Ils seront donc dans la possibilité de rembourser les petits clients, avec des avoirs en dessous de 50 000 dollars, à hauteur de leur préjudice y compris un intérêt. Ce tour de force est rendu possible car les créances des clients ont été gelées au moment de la faillite de la société en novembre 2023. Une période où les crypto-actifs se portaient mal. Depuis les cryptomonnaies ont beaucoup augmenté permettant un remboursement qui s'effectue sur le montant des créances de novembre 2023.
La Commodity Futures Trading Commission, entité américaine chargée de réguler les cryptomonnaies, ordonne aux liquidateurs de FTX et Alameda Research (en), en août 2024, de rembourser 12,7 milliards de  dollars aux anciens clients de FTX. Cette somme se décompose en une partie de remboursements des avoirs de 8 milliards de dollars de remboursement des avoirs et 4 milliards de dollars d'indemnisations destinées à compenser les victimes pour les pertes occasionnées. En mai 2024 les liquidateurs estimaient la valeur des actifs de FTX et Alameda Research entre 14,5 milliards de dollars et 16,3 milliards de dollars. Selon les calculs du liquidateur, 98% des clients non gouvernementaux ayant un actif inférieur à 50 000 $ pourront être remboursés à hauteur de 118% du montant de leur actif.
Le remboursement des clients commence le 18 février 2025.

### Impacts sur l'industrie des cryptomonnaies
Selon une enquête menée par le Wall Street Journal, parmi les sociétés liées au monde des cryptomonnaies cotées aux États-Unis, elles sont nombreuses à publier des comptes avec des insuffisances notoires. D'après le Financial Times, 85% des sociétés qui souhaitent être enregistrées au Royaume-Uni ne passent pas les tests sur le blanchiment d'argent. Cet état de fait et la faillite de FTX doit mener à une plus grande régulation du secteur des cryptomonnaies.
Les autorités américaines se montrent beaucoup plus sévères à l'égard du monde des cryptomonnaies. La Commodity Futures Trading Commission - l'agence fédérale américaine en charge des produits dérivés financiers - a porté plainte contre Binance pour infraction à la réglementation. De manière plus générale comme le rapporte le Figaro, la pression des autorités de régulation américains s'est amplifiée à l'égard du secteur des cryptomonnaies.
Les voix qui demandent une plus grande régulation se font plus nombreuses en Europe, en Allemagne notamment, où la BaFin considère que la période de l'autorégulation doit se terminer pour faire place à une régulation par les autorités financières, régulation au niveau mondial.
En France, les sénateurs voulaient soumettre les prestataires de services sur actifs numériques (PSAN) à une réglementation beaucoup plus dure. Finalement une commission mixte députés-sénateurs est parvenue a un accord : les PSAN seront assujettis à un enregistrement renforcé auprès de l'Autorité des marchés financiers à partir du 1er juillet 2023. Concrètement les plateformes de crypto actifs seront obligées de séparer les actifs qu'elles détiennent en propre des actifs des clients. Par ailleurs elles devront fournir des garanties quant à la solidité de leur système informatique.

### Commentaires et réactions
Jim Chanos a prédit que l'effondrement de FTX entraînerait une surveillance et une réglementation accrues des cryptomonnaies. Chanos a en outre critiqué le secteur des cryptomonnaies comme « conçu pour extraire des frais aux investisseurs vraiment pas méfiants ». Richard Handler, PDG de la société financière américaine Jefferies Group, a tweeté le 10 novembre qu'il avait tenté de rencontrer Bankman-Fried en juillet et de nouveau en septembre, car il avait l'impression qu'il était « dépassé par les événements ». Handler a déclaré que Bankman-Fried n'avait pas répondu aux courriels envoyés par le personnel de Jefferies au nom de Handler. L'effondrement soudain de FTX a été comparé à la faillite de Lehman Brothers par des journalistes dans des publications telles que le New York Times et le Financial Times, certains considérant l'effondrement de FTX comme « le moment Lehman de la crypto »,. Lawrence Summers a reconnu les comparaisons avec Lehman et a en outre comparé l'effondrement au scandale Enron, causé par une fraude perpétrée par les dirigeants d'Enron. Rostin Behnam, président de la Commodity Futures Trading Commission, a appelé le Congrès à accorder à l'organisation plus de pouvoir pour réglementer les cryptomonnaies.

### Impact sur l'altruisme efficace
L'effondrement de FTX entraîne un examen minutieux et une perte de financement pour le mouvement de l'altruisme efficace, que Bankman-Fried avait financé à l'aide des bénéfices de son entreprise. Certains commentateurs déclarent que l'approbation par l'altruisme efficace du raisonnement conséquentialiste et long-termisme a motivé les dirigeants de FTX à adopter un comportement risqué et contraire à l'éthique. Cependant, plusieurs dirigeants du mouvement de l'altruisme efficace, dont William MacAskill et Robert Wiblin, condamnent les actions de FTX.
Avant l'effondrement, Bankman-Fried et d'autres hauts dirigeants de FTX et d'Alameda, avaient une fortume estimée à 16,5 milliards de dollars, ce qui en faisait le deuxième groupe de bienfaiteurs du mouvement altruisme efficace après Open Philanthropy et Good Ventures. Le 10 novembre, l'équipe qui gère le FTX Future Fund, un groupe caritatif financé par Bankman-Fried, annonce qu'elle a démissionné plus tôt dans la journée. Le Future Fund avait engagé 160 millions de dollars en subventions et investissements caritatifs au 1er septembre de la même année.

### Traduction
- (en) Cet article est partiellement ou en totalité issu de l’article de Wikipédia en anglais intitulé « Bankruptcy of FTX » (voir la liste des auteurs).